# Donald James Wilson-Haffenden
Donald James Wilson-Haffenden, britanski general, * 1900, † 1986.